# Мандал
Мандал (норв. Mandal) је град у Норвешкој. Град је у оквиру покрајине Јужне Норвешке и други је по величини и значају град округа Западни Агдер.

## Географија
Град Мандал се налази у крајње јужном делу Норвешке и најјужнији је град у држави. Од главног града Осла град је удаљен 360 km југозападно од града. Због положаја града као најјужнијег у држави Мандал је познато летње туристичко одредиште на веома познатим плажама на нивоу Норвешке.
Мандал се налази на крајње југозападној обали Скандинавског полуострва. Положај града је на месту где Скагерак прелази у отворено Северно море. Град се развио на дну омањег залива, у невеликој долини уз море. Изнад града се издижу планине. Сходно томе, надморска висина града иде од 0 до 60 м надморске висине.

## Историја
Први трагови насељавања на месту данашњег Мандала јављају се у доба праисторије. Данашње насеље јавља се у 13. веку. Мандал је стекао градска права 1921. године.
Током петогодишње окупације Норвешке (1940—45) од стране Трећег рајха Мандал и његово становништво нису значајније страдали.

## Становништво
Данас Мандал са предграђима има око 11 хиљада у градским границама, односно око 15 хиљада у оквиру општине. Последњих година број становника у граду се повећава по годишњој стопи од близу 1%.

## Привреда
Привреда Мандала се традиционално заснива на поморству и индустрији. Последњих година значај туризма, трговине, пословања и услуга је све већи.

## Збирка слика
- Улица старог Мандала
- Главни градски трг
- Градска марина
- Главна црква Мандала